# Caliga

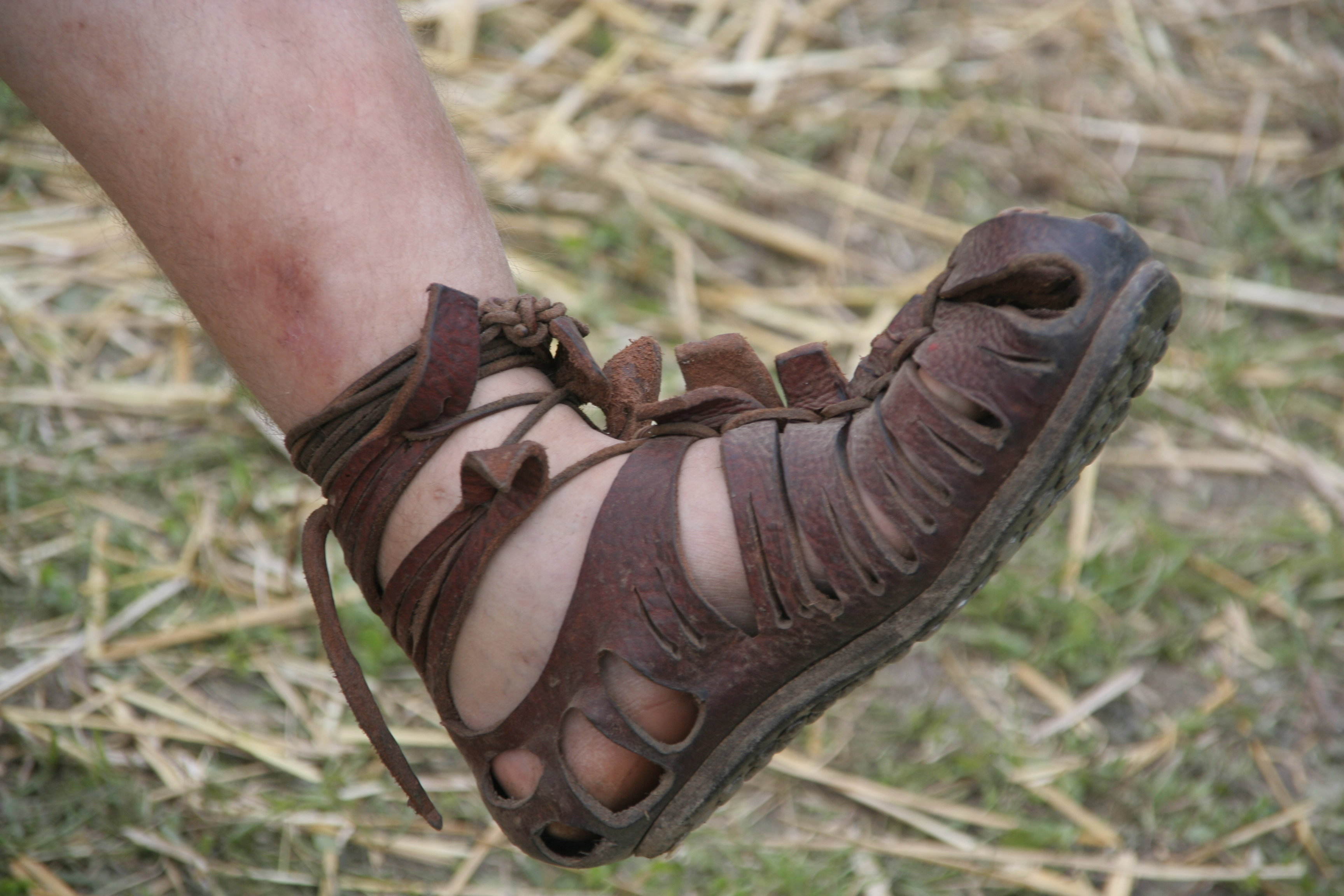
Caliga från sidan.

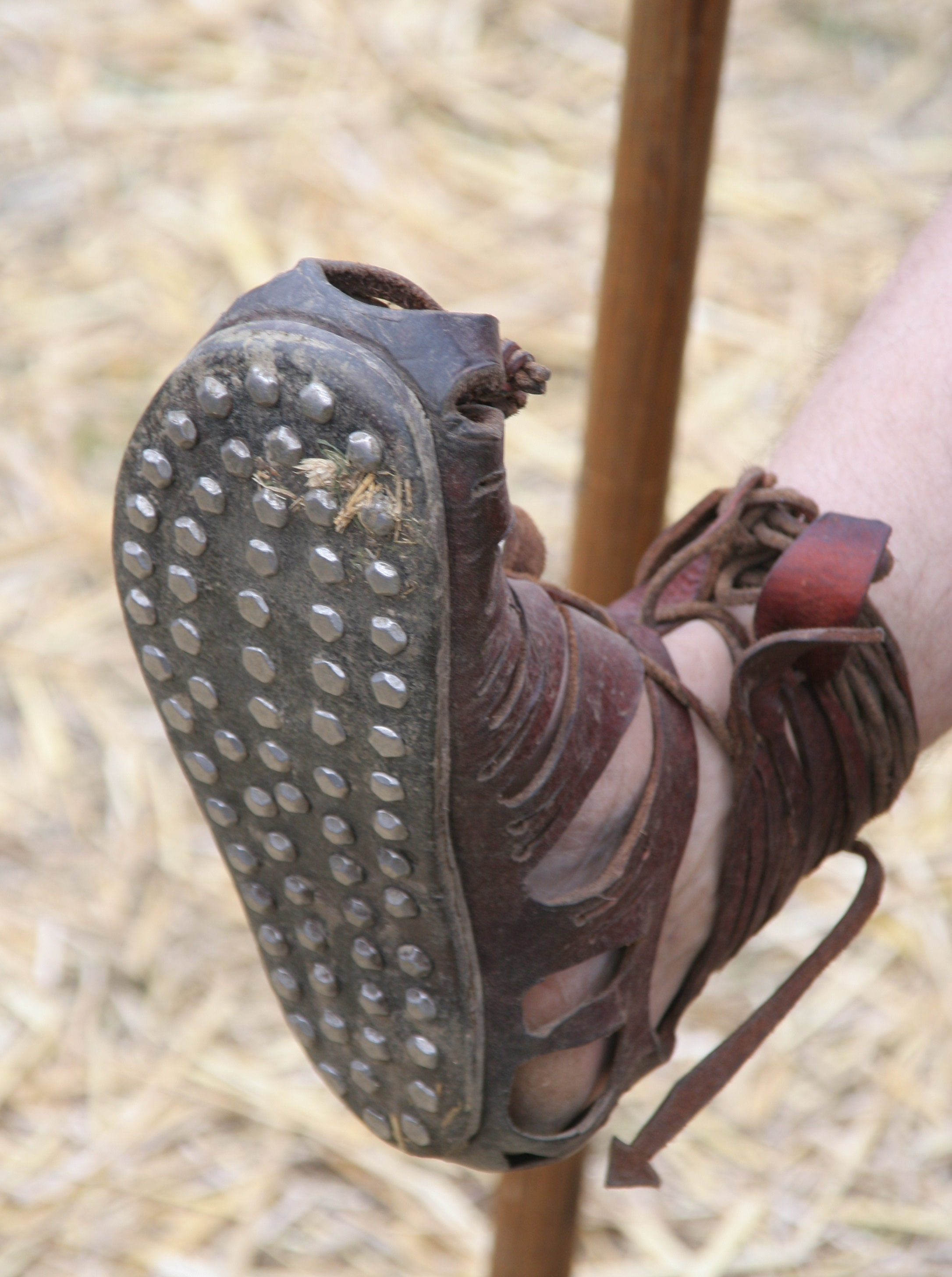
Sulan från undersidan

Caliga (pluralis caligae) betyder sko eller stövel på latin. Ordet har särskilt kommit att beteckna den typ av sko eller sandal som de romerska soldaterna använde.
Den caliga som visas på bilden är en rekonstruktion av ett arkeologiskt fynd och bärs av en medlem av Legio XV, en grupp för historiskt återskapande från Österrike. Ovanlädret är skuret i ett stycke med mellansulan och hopfäst över foten med en läderrem, snörd på samma sätt som många nutida skor. Slitsulan är förstärkt med dubbar i järn som spikas fast i sulan. Under marsch lossnar dessa dubbar lätt och behöver ersättas, vilket både romerska källor och nutida historiska återskapare kan vittna om.
Caligan på bilden är förmodligen tillverkad efter originalet och inte anpassad till bäraren eftersom bärarens fot ligger för långt bak i caligan och hälen är nedtrampad utanför sulan.
Caligae är ibland - felaktigt - hänvisad till som en sorts sandal. I själva verket är det rättvisare att beskriva skon som en öppen känga. 